# Bogert-Cook-Synthese
Die Bogert-Cook-Synthese ist eine Namensreaktion der organischen Chemie und ermöglicht die mehrstufige Herstellung von Octahydrophenanthren bzw. Octahydrophenanthren-Derivaten. Dabei wird die Grignard-Verbindung β-Phenylethylmagnesiumbromid mit einem Cyclohexanon und dann zum tertiären Alkohol 1 hydrolysiert. Mit Schwefelsäure erfolgt unter Wasserabspaltung die Bildung eines substituierten Cyclohexens 2, das dann zum Octahydrophenanthren 3 cyclisiert:
Die Reaktion ist nach den US-amerikanischen Chemiker Marston Taylor Bogert (1868–1954) und dem britischen Chemiker James Wilfred Cook  (1900–1975) benannt, die sie 1933 entdeckten.